# Rockport (Massachusetts)
Rockport és una població dels Estats Units a l'estat de Massachusetts. Segons el cens del 2000 tenia 7.767 habitants.

## Demografia
Segons el cens del 2000, Rockport tenia 7.767 habitants, 3.490 habitatges, i 2.027 famílies. La densitat de població era de 424,2 habitants/km².
Dels 3.490 habitatges en un 24,4% hi vivien nens de menys de 18 anys, en un 48% hi vivien parelles casades, en un 0% dones solteres, i en un 41,9% no eren unitats familiars. En el 36,3% dels habitatges hi vivien persones soles el 16,6% de les quals corresponia a persones de 65 anys o més que vivien soles. El nombre mitjà de persones vivint en cada habitatge era de 2,2 i el nombre mitjà de persones que vivien en cada família era de 2,93.
Per edats la població es repartia de la següent manera: un 21,3% tenia menys de 18 anys, un 4,4% entre 18 i 24, un 24,5% entre 25 i 44, un 29,6% de 45 a 60 i un 20,2% 65 anys o més.
L'edat mediana era de 45 anys. Per cada 100 dones de 18 o més anys hi havia 79,9 homes.
La renda mediana per habitatge era de 50.661 $ i la renda mediana per família de 69.263$. Els homes tenien una renda mediana de 46.131 $ mentre que les dones 36.458$. La renda per capita de la població era de 29.294$. Entorn del 2,5% de les famílies i el 3,7% de la població estaven per davall del llindar de pobresa.